# Okresní dům (Hradec Králové)
Okresní dům v Hradci Králové je secesní budova z let 1903–04, zbudovaná podle architektonického návrhu Jana Kotěry.

## Umístění

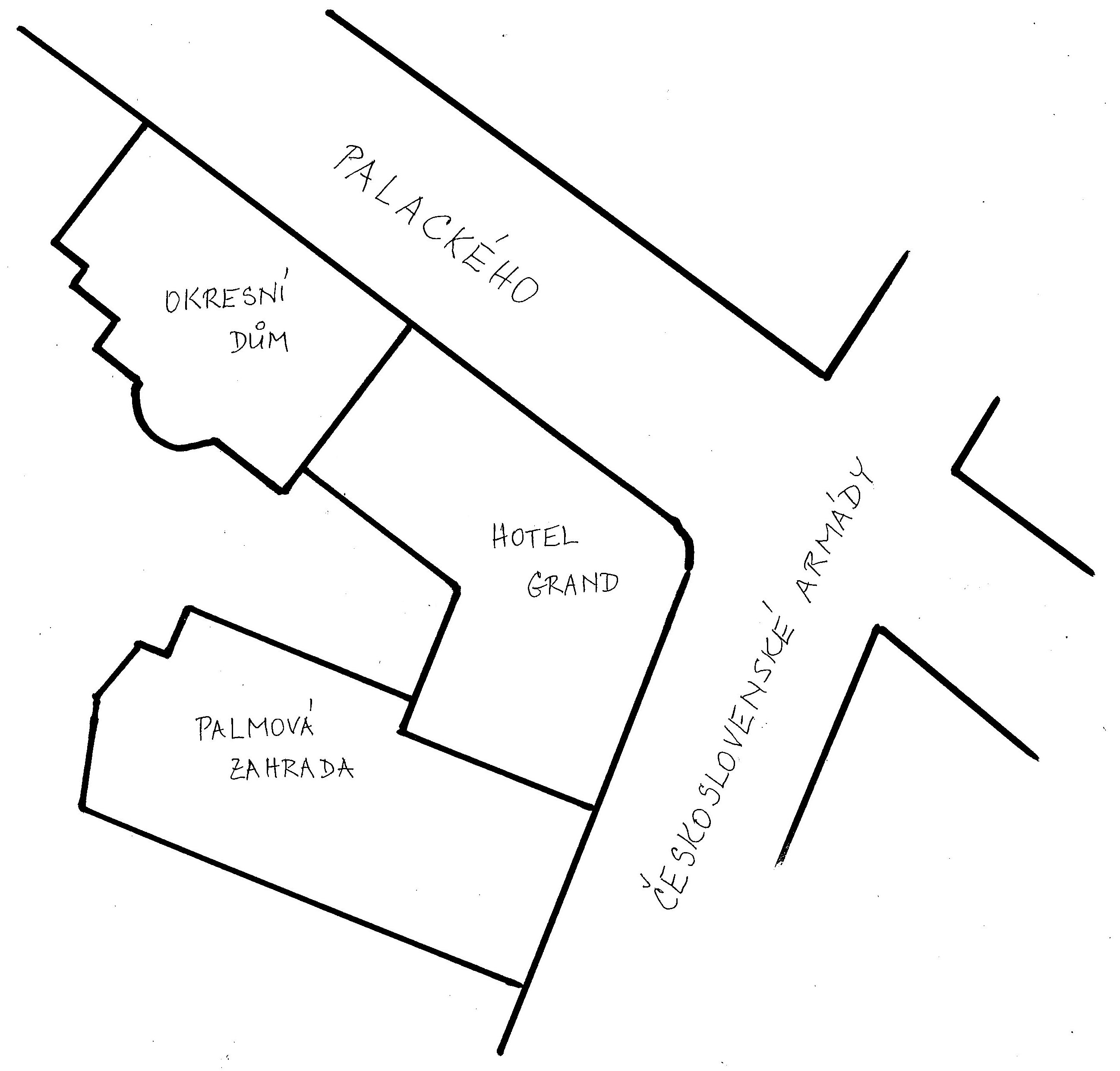
Sestava budov: Okresní dům, hotel Grand a Palmová zahrada

Okresní dům se nachází v Palackého ulici v Hradci Králové a je stavebně propojen s hotelem Grand a s Palmovou zahradou, s nimiž tvoří ucelenou sestavu budov.

## Historie
Pozemek v prostoru bývalých městských hradeb zakoupilo město s úmyslem zbudovat zde objekt, který bude mít dvojí účel: jednak bude sloužit jako hotelová budova, a jednak poslouží jako reprezentační prostory pro okresní zastupitelstvo a městskou radu. Vznikl tak zcela nový druh veřejné budovy, který se později objevil i v dalších městech. V roce 1901 začal starosta Hradce Králové František Ulrich jednat o návrhu této budovy s Janem Kotěrou. Pro Kotěru to byla první zakázka v Hradci Králové a první zakázka takového rozsahu vůbec (ze strany Ulricha se přitom jednalo o značný risk, neboť Kotěrova tvorba v Praze – např. Peterkův dům – byla zatím přijímána spíše odmítavě).
Stavba samotná začala v srpnu 1903 a prováděl ji stavitel Robert Schmidt, stavební dozor pak měl sám Jan Kotěra. Většinu prací realizovali řemeslníci z Hradce Králové, nicméně podíleli se i další (např. elektrické vedení instalovala firma Františka Křižíka, cizelování kovaných prvků prováděl Franta Anýž). Budova byla dokončena v říjnu 1904.
V roce 1910 byla celá budova stavebně propojena se sousedním hotelem Grand, kavárna v přízemí byla nicméně s hotelem propojena již od počátku stavby. V letech 1921 a poté 1928 byly provedeny úpravy exteriéru i interiéru Okresního domu podle návrhů Josefa Fňouka. Jednalo se například o zazdění dveří do kavárny z čelní stěny, zasklení původní otevřené lodžie ve druhém patře, nové vybavení historizujícím nábytkem, vitráže v oknech do dvora a další změny. Úpravy v roce 1928 byly spojeny s celkovou rekonstrukcí sousedícího hotelu, jejíž návrh vytvořil rovněž Josef Fňouk. Pro potřeby Autosalonu pak bylo v Okresním domě vybouráno několik příček v 1. patře v místnostech směřujících do ulice. Od poloviny 20. století v budově sídlily Restaurace a jídelny Hradec Králové, v 1. patře potom Autoklub. Od roku 1958 je budova památkově chráněna. Poslední významnou rekonstrukcí objekt prošel v letech 2005–06. V současné době (2020) je v soukromém vlastnictví a slouží jako hotel.     

## Architektura
Budova je založena asymetricky: vchod umístěný na straně totiž umožňoval samostatný přístup jak do přízemní kavárny, která byla od počátku navržena jako součást sousedního hotelu Grand, tak do vyšších pater určených úředníkům. Tuto asymetrii kopíruje i fasáda, která je rozdělena na dvě části – užší a zdobnější, se vstupním portálem se sochařskou výzdobou od Stanislava Suchardy a s lodžií ve 2. patře, a širší střídmější, která je ozvláštněna arkýřem v 1. patře a reliéfním vlysem s rostlinnými motivy a znakem českého lva pod střešní římsou. V přízemí jsou tu tři elipticky zaklenutá okna a mezi nimi obdélníková okna s vitrážemi.
Na návrhu interiéru pracoval Kotěra sám, pouze některé prvky – zejména mimo reprezentativní přízemí – navrhoval během Kotěrovy nepřítomnosti jeho žák Otakar Novotný. Výmalbu administrativních prostor provedl Kotěrův spolupracovník dekoratér František Fröhlich. Kavárna byla vyzdobena nástěnným obrazem od Jana Preislera (dnes je na místě kopie, originál je od roku 1923 uložen v Galerii moderního umění v Hradci Králové). Části původního mobiliáře podle Kotěrových návrhů se zachovaly (částečně přímo na místě, částečně uloženo v Muzeu východních Čech), nezachoval se ale nábytek značky Thonet, kterým byly interiéry rovněž vybaveny.

## Galerie

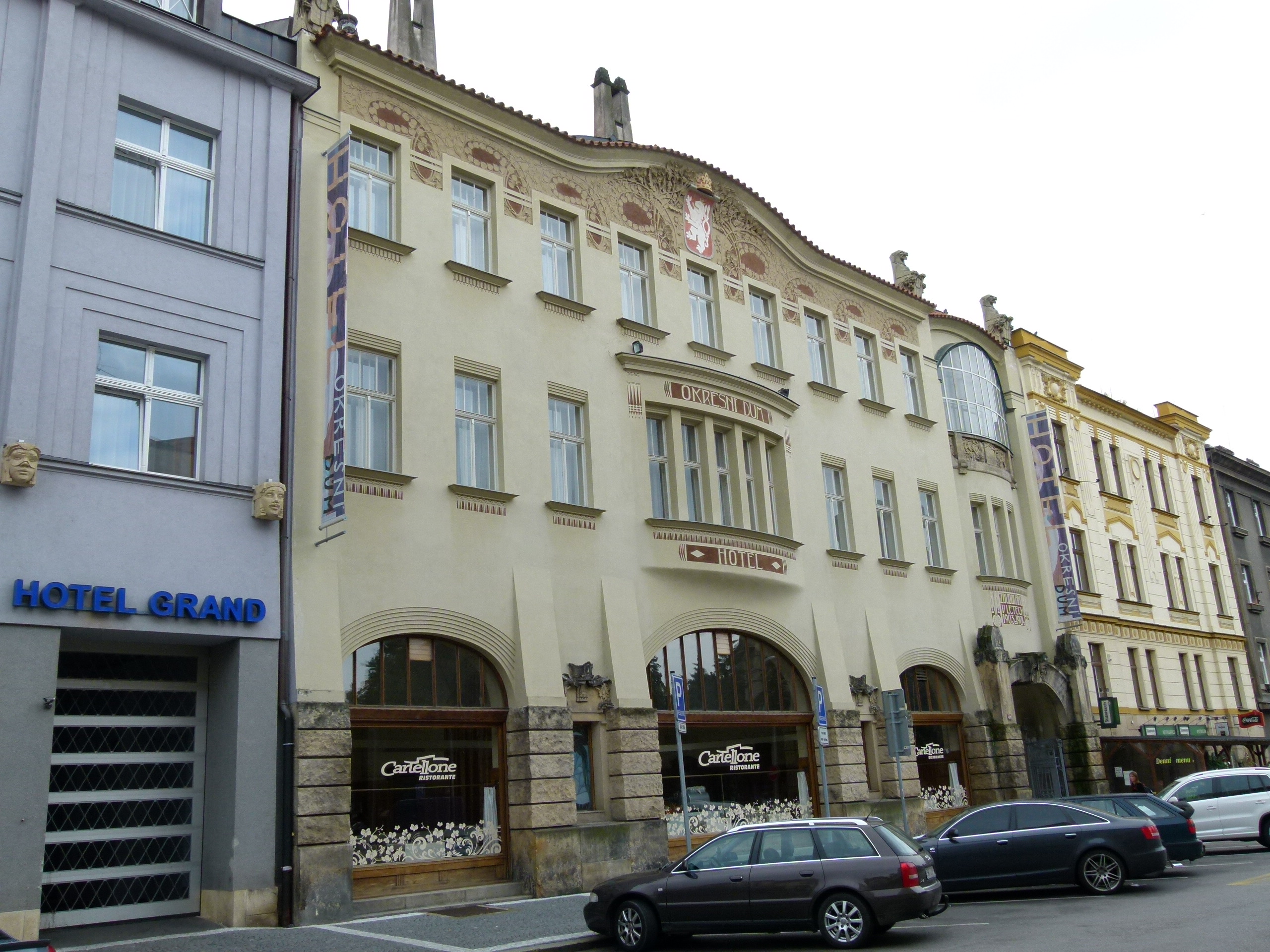
Celkový pohled (vlevo šedá fasáda hotelu Grand)
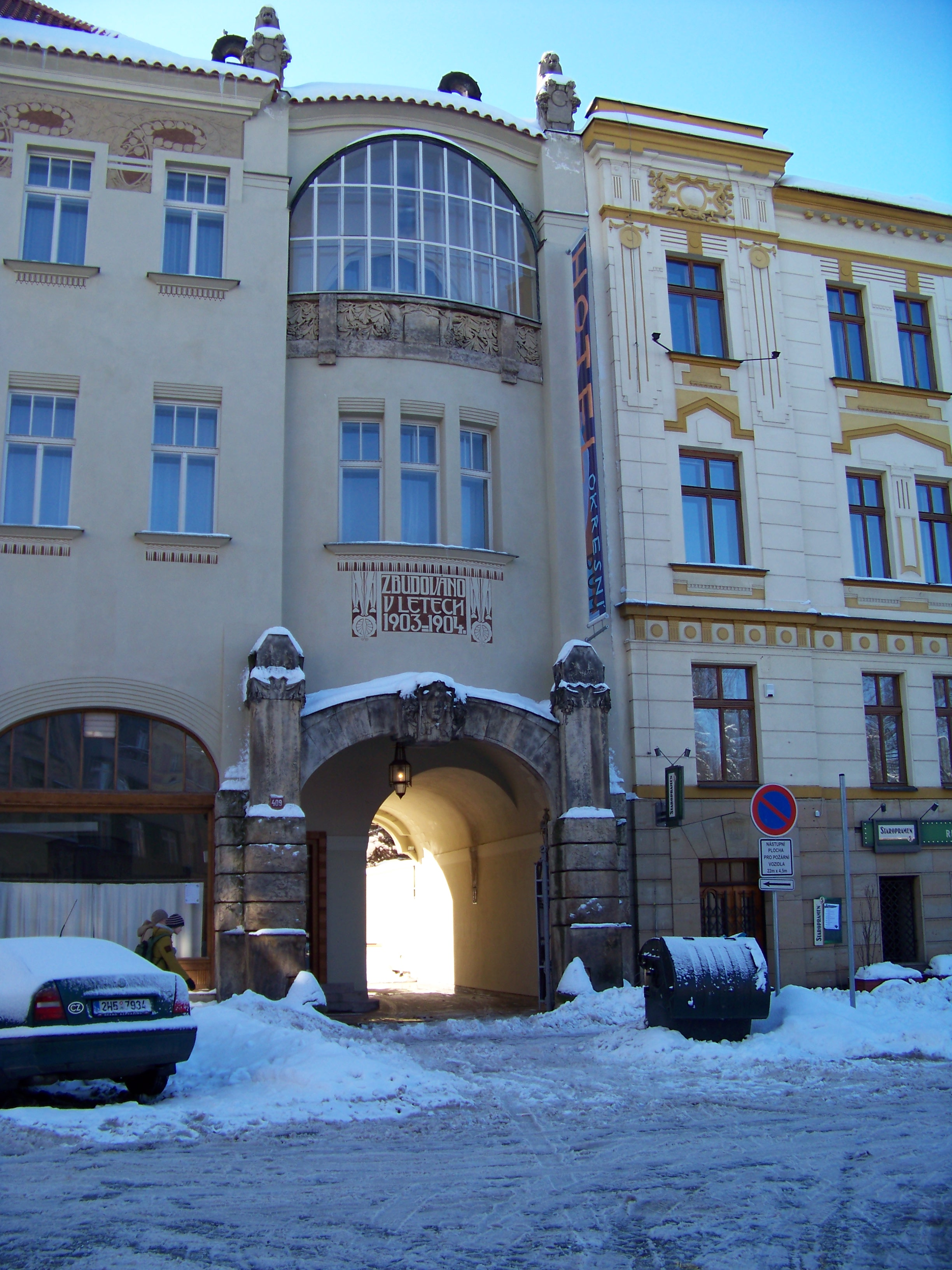
Užší část fasády, s dodatečně zasklenou lodžií
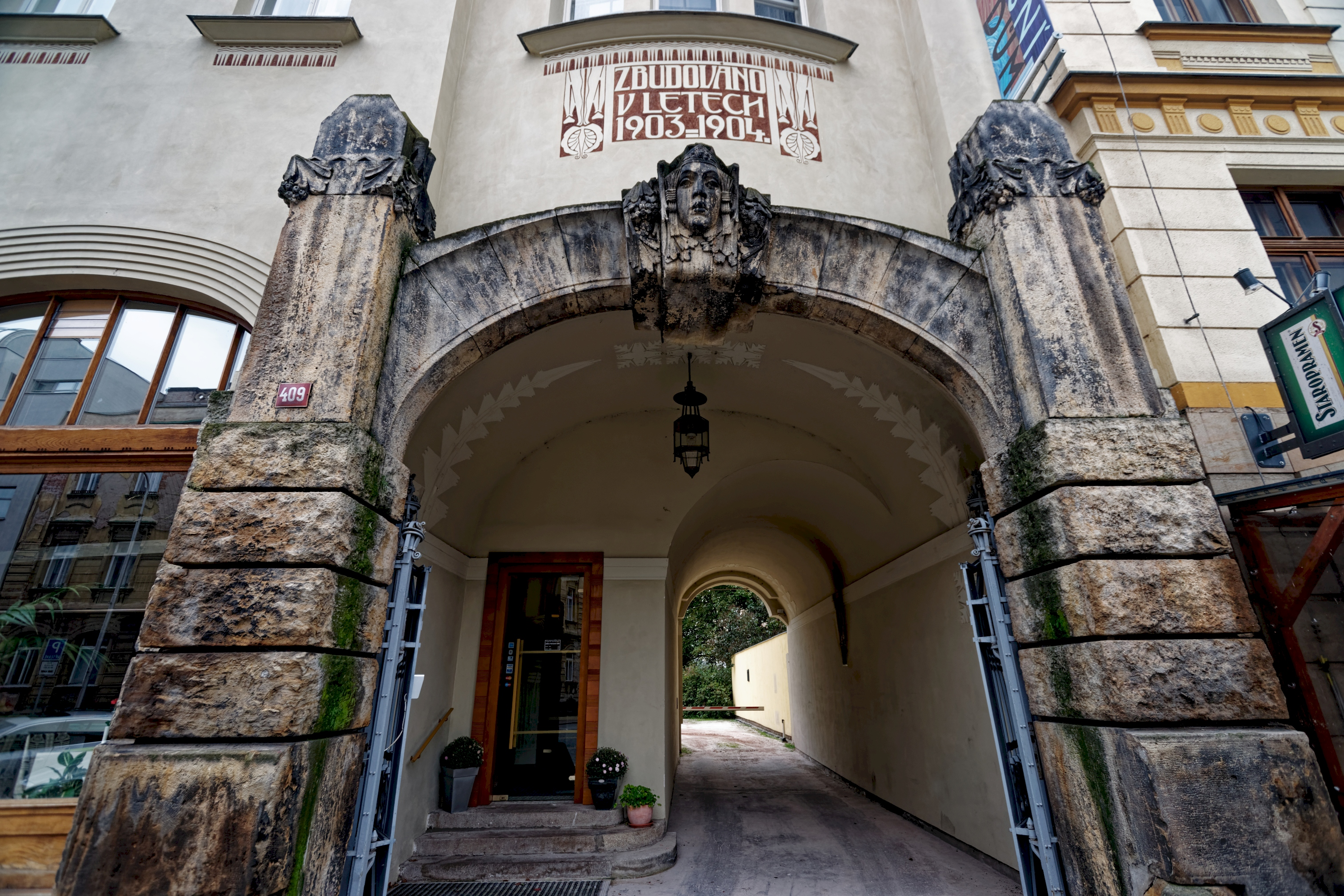
Vstupní portál se sochami S. Suchardy
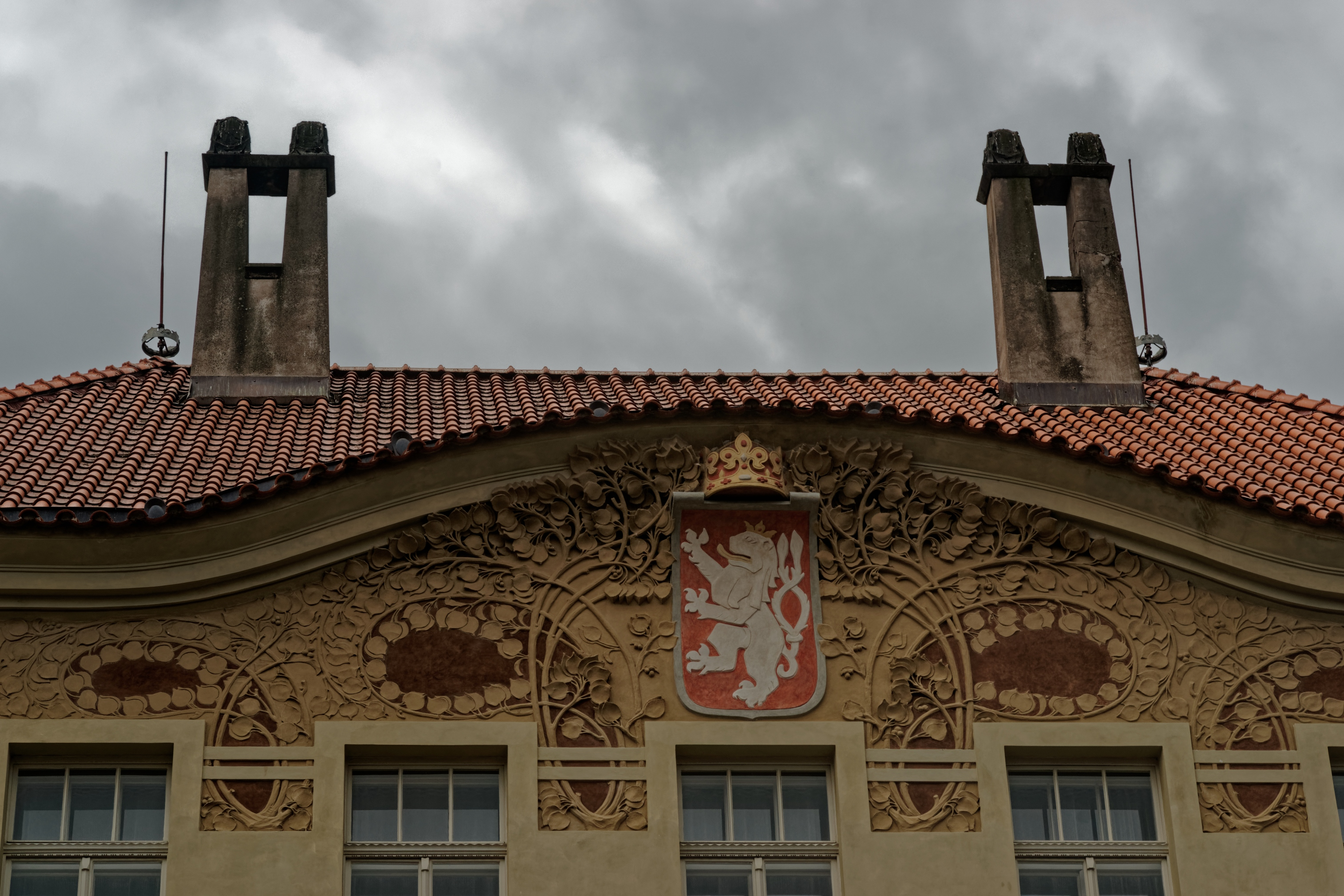
Vlys s lipovými listy a českým lvem
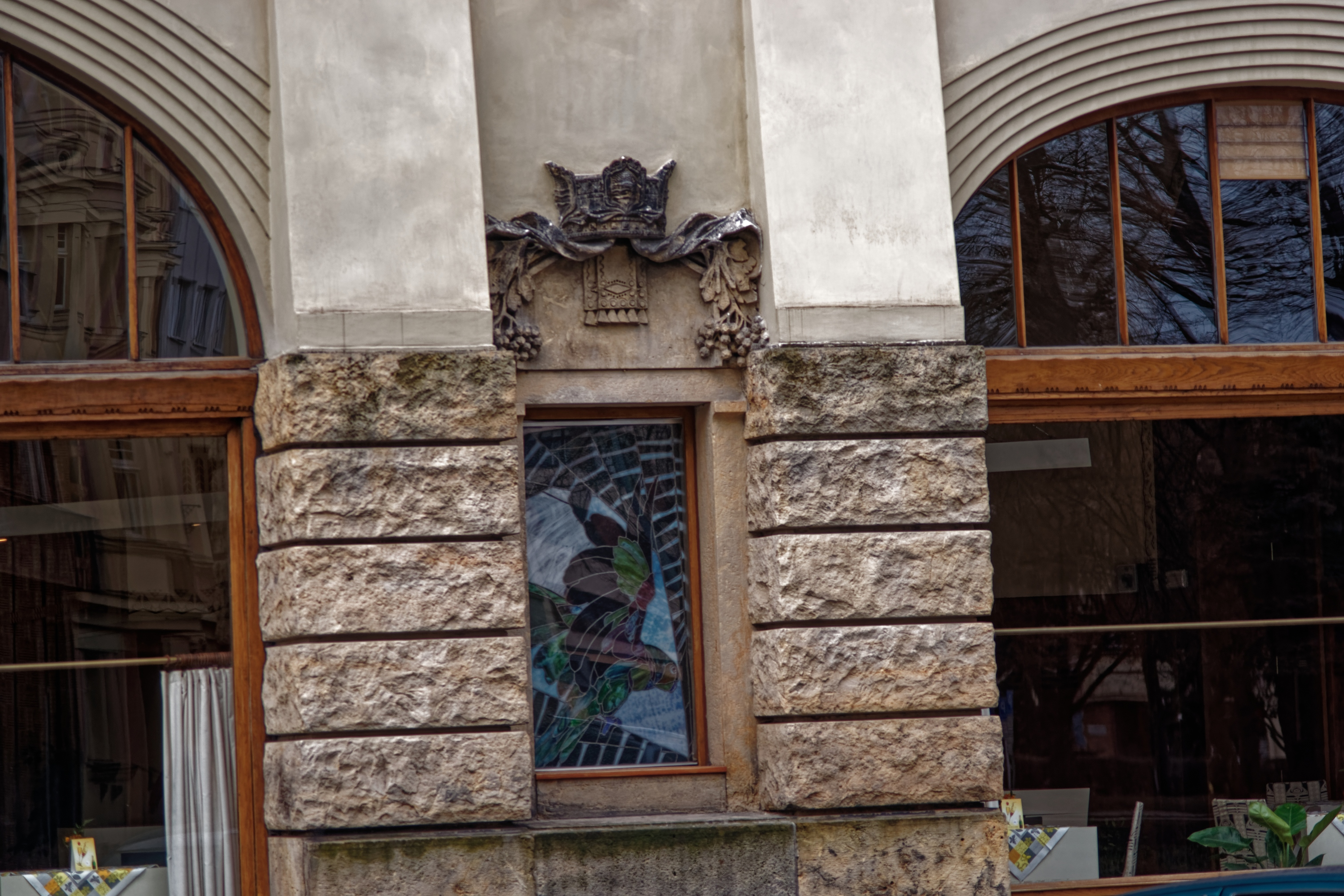
Vitráž v přízemí

## Přijetí
Dobový tisk věnoval Okresnímu domu velkou pozornost a poukazoval na to, že v Praze podobný typ reprezentační budovy dosud neexistuje (Obecní dům byl postaven později). Stavba byla obecně považována za sice nákladnou, ale výrazně nadprůměrnou a ve své kategorii bez konkurence na celém území tehdejšího Rakouska. Kotěra sám byl s výsledkem spokojen: v jednom z osobních dopisů uvádí, že v této budově získává Hradec Králové nejlepší podnik ve městě. Budovu také představil svému příteli, uměleckému kritikovi K. B. Mádlovi, který ocenil zejména její přiměřenost, jednoduchost, architektonický cit a umělecký vkus.
Okresní dům se tak vlastně stal vzorem pro to, jaké úrovně by do budoucna měla dosahovat architektura veřejných budov v Hradci Králové, a nastartoval tak vznik budoucího „salonu republiky“.